# Daichi Miura
Daichi Miura (三浦 大知 Miura Daichi?,  Prefectura de Okinawa, Japón, 24 de agosto de 1987) es un cantante, compositor, bailarín y coreógrafo japonés. Es representado por Rising Production y Avex, este último bajo el sello discográfico de Sonic Groove.

## Biografía
Miura nació el 24 de agosto de 1987 en la prefectura de Okinawa, Japón. Sus padres son nativos de la isla de Okinoerabujima, Kagoshima. Miura comenzó a ir a una escuela de baile desde los seis años, así como también a practicar canto. En 1997, a la edad de diez años, debutó como cantante como miembro del grupo Folder, el cual se componía de estudiantes de la Okinawa Actors School, a la cual Miura asistía en ese entonces. Sin embargo, abandonó el grupo en 2000 debido a que su voz cambió como resultado de la pubertad. 
El 1 de agosto de 2004, Miura anunció su regreso al mundo musical, aunque está vez como solista. Su debut tuvo lugar en marzo de 2005 con el sencillo, Keep It Goin' On. Desde su debut en solitario, ha lanzado treinta y un sencillos y nueve álbumes. Miura es quien escribe la letra y música de la mayoría de sus canciones, así como también el encargado de las coreografías desde el lanzamiento del sencillo Inside Your Head.
En 2016, Miura interpretó el tema de apertura para la serie Kamen Rider Ex-Aid, "EXCITE". En una conferencia de prensa celebrada el 30 de agosto sobre dicho tema, Miura comentó que tiene un sobrino al que le gustaba ver Kamen Rider Ghost. En abril de 2018, Miura fue seleccionado como representante para NHK World, un nuevo servicio internacional de radiodifusión.

## Vida personal
El 1 de enero de 2015, Miura anunció su matrimonio con una mujer sin relación con la industria del entretenimiento. El 8 de diciembre de 2016, la pareja le dio la bienvenida a su primer hijo, un varón. El 7 de octubre de 2019, Miura anunció el nacimiento de su segundo hijo, también un varón.

## Discografía

### Sencillos
- Keep It Goin' On (2005)
- Free Style (2005)
- Southern Cross (2005)
- No Limit [featuring 宇多丸] (from Rhymester) (2006)
- Flag (2007)
- Everlasting Love 2007 (2007)
- Inside Your Head (2008)
- Your Love feat. KREVA (2009)
- Delete My Memories (2009)
- The Answer (2010)
- Lullaby (2010)
- Touch Me (2011)
- Turn Off The Light (2011)
- Two Hearts (2012)
- Elevator (2012)
- Right Now/Voice (2012)
- GO FOR IT (2013)
- Anchor (2014)
- ふれあうだけで 〜Always with you〜 / IT'S THE RIGHT TIME (2014)
- Unlock (2015)
- music (2015)
- 伊藤園「春歌 プレゼント」キャンペーン (2016)
- Cry & Fight (2016)
- (RE)PLAY (2016)
- EXCITE (2017)
- U (2017)
- 普通の今夜のことを ー let tonight be forever remembered ー (2017)
- Be Myself (2018)
- Blizzard (2018)
- 片隅 / Corner (2019)
- I'm Here (2020)
- Antelope (2020)

### EPS
- Covers EP (2014)

### Álbumes
- D-ROCK with U (2006)
- Who's The Man (2009)
- D.M. (2011)
- The Entertainer (2013)
- DJ大自然 Presents 三浦大知 NON STOP DJ MIX (2015)
- FEVER (2015)
- HIT (2017)
- BEST (2018)
- 球体 (2018)
- DJ大自然 Presents 三浦大知 NON STOP DJ MIX Vol.2 (2020)

### DVD
- LIVE D-ROCK with U 〜DAICHI MIURA LIVE Chapter-2〜 @Shibuya AX 5th February (2006)
- DAICHI MIURA LIVE 2009 -Encore of Our Love- (2009)
- DAICHI MIURA LIVE TOUR 2010 〜GRAVITY〜 (2011)
- DAICHI MIURA LIVE TOUR 2011 〜Synesthesia〜 (2012)
- DAICHI MIURA LIVE 2012 "D.M." in BUDOKAN (2012)
- DAICHI MIURA "exTime Tour 2012" (2013)
- DAICHI MIURA Choreo Chronicle 2008-2011 Plus (2013)
- DAICHI MIURA LIVE TOUR 2013 -Door to the unknown- in YOKOHAMA ARENA (2014)
- DAICHI MIURA LIVE TOUR 2014 - THE ENTERTAINER (2014)
- DAICHI MIURA Choreo Chronicle 2012-2015 Plus (2015)
- DAICHI MIURA LIVE TOUR 2015 "FEVER" (2016)
- DAICHI MIURA LIVE TOUR (RE)PLAY FINAL at 国立代々木競技場第一体育館 (2017)
- DAICHI MIURA Live Chronicle 2005-2017 (2017)
- DAICHI MIURA BEST HIT TOUR in 日本武道館 (2018)
- DAICHI MIURA LIVE TOUR ONE END in 大阪城ホール (2019)